# Вовча (балка)
Вовча (балка) (рос. Б. Вольчья, бал. Волчья) — річка в Україні у Вітовському й Білозерському районах Миколаївської й Херсонської областей.

## Опис
Довжина річки приблизно 15,37 км, найкоротша відстань між витоком і гирлом — 14,47 км, коефіцієнт звивистості річки  — 1,06.

## Розташування
Бере початок у селі Прибузьке. Тече переважно на південний схід через села Нова Зоря, Таврійське і на північно-західній стороні від села Олександрівки впадає у озеро Солонець (рос. Соленое) .

## Цікаві факти
- На правій стороні від гирла річки пролягає автошлях Т 1501[3] (автомобільний шлях територіального значення в Білозерському районі Херсонської області та Жовтневому районі Миколаївської області. Загальна довжина — 62,5 км).

- У XIX столітті неподалік від правого берега річки знаходилися Верхній та Нижній маяк Хабловський[1][4], а на річці існувало декілька водяних та вітряних млинів.